# 비의 수상 및 후보 목록

## 2002년
- 11.29 M.net 뮤직비디오 페스티벌 [남자 신인 뮤직비디오상]
- 12.06 제 17회 패션인의 밤 (한국패션사진작가협회) [올해의 포토제닉 연예인남자부문]
- 12.13 제 17회 골든디스크 [신인가수상]
- 12.16 MBC 라디오 슈퍼신인콘서트 [최고슈퍼신인상]
- 12.28 KMTV 코리안 뮤직 어워드 [신인상]
- 12.29 SBS 가요대전 [신인상]
- 12.30 KBS 가요대상 [올해의 가수상][PD가 뽑은 인기가수상]
- 12.31 MBC 10대가수 가요제 [10대 가수상]

## 2003년
- 09.06 제10회 대한민국 연예예술대상 [신세대 가수상]
- 11.27 M.net MMF(뮤직비디오 페스티벌) [모바일 인기상]
- 12.10 KMTV 코리아뮤직 어워드 [올해의 가수상]
- 12.12 SBS 서울가요대상 [본상]
- 12.17 KBS 대한민국영상대전 베스트스타상 중 [가수부문상]
- 12.27 KBS 방송연예대상 [가수부문상]
- 12.29 SBS 가요대전 [본상] [네티즌 인기가수상]
- 12.30 KBS 가요대상 [올해의 가수상] [청소년부문 최고인기가수상]
- 12.31 MBC 10대 가수가요제 [10대 가수상(본상)]
- 12.31 KBS 연기대상 [남자 신인연기상] [네티즌상] [베스트 커플상]

## 2004년
- 03.26 제40회 백상예술대상 [TV부문 인기상]
- 04.08 V투어 HEAD 배구대상 [신인상]
- 11.15 앙드레김 베스트 스타 어워드 [연기자 부문]
- 11.29 제5회 대한민국 영상대상 [가수부분 포토제닉상]
- 12.02 제19회 골든디스크 [본상]
- 12.04 M.net KM 뮤직비디오 페스티벌(MKMF) [최고인기 뮤직비디오상]
- 12.10 제15회 서울가요대상 [본상]
- 12.10 2004 대한민국 국회대상 [대중음악부분상]
- 12.29 SBS 가요대전 [본상] [최고인기상]
- 12.30 KBS 가요대상 [올해의 가수상] [대상]
- 12.31 MBC 10대 가수가요제 [10대 가수상]
- 12.31 KBS 연기대상 [인기상] [베스트 커플상] [남자 우수연기상]

## 2005년
- 02.03 타이(태국) MTV Asia Aids(MAA) [최고인기 한국가수상 (Favorite Artist Of Korea)]
- 04.30 美 LA Dynamic Korea공연 (한국문화축제행사) LA시청 [한미문화교류 공로상]
- 05.28 태국 채널[V]뮤직비디오 어워드 [아시아 아티스트상 (Popular Asain Artist)]
- 05.29 日 MTV Video Music Awards Japan(VMAJ) [Best Buss Asia From Korea상]

(일본인 가수를 제외하고 아시아 가수로는 최초로 공연 가수(Performing Artist)로 초청받음)
- 07.04 홍콩 유니버설 레코드 [골든 레코드상]
- 07.24 중화인민공화국(중국) MTV Mandarin Music Honors(MMH) [올해의 한국가수상] (아시아 최초 MTV Grand slam달성)
- 09.17 타이(태국) Virgn Radio HITZ 40 Award [최우수 아시아 아티스트상] (태국의 버진 라디오와 공중파인 채널3이 공동주최한 시상식)
- 12.14 2005 대한민국 문화 콘테츠 수출대상 [음악부문 우수상] (문화관광부와 한국문화콘텐츠진흥원 주최)
- 12.29 2005 세상을 밝게한 100인에 선정[2005 세상을 밝게한 100인]

(환경재단에서 올 한해 한국사회의 지속가능성 수준 을 높이고 각 분야에서 새로운 길을 개척한 인물을 ‘세상을 밝 게 한 100인’으로 선정해 시상)
- 12.31 KBS 연기대상 [네티즌상]

## 2006년
- 01.21 대만 2006 HITO Music Awards [HITO 일본•아시아 팝 뮤직 부문상](3집 I DO)
- 03.24 2005 IFPI 홍콩음반판매 대상 [한일가요 부문상]

(홍콩에서 발매된 음반 중 판매량 기준으로 시상하는 음반 시상식 3집 'It's Raining'과 콘서트 DVD 'Rainy Day First Live Concet로 한•일 가수부문에서 3위와 4위)
- 03.26 - 홍콩 RTHK 국제유행음악 대상 [올해의 신인상 부문 은상] /[올해 최고 판매 한국어 앨범상]

(RTHK 국제유행음악대상(RTHK International Pop Poll Awards)은 중화권 음악을 제외한 전 세계 음악을 대상으로 실시하는 음악시상식이며 투표를 반영하는 시상식)
- 04.30 2006 Time 100 세계에서 가장 영향력 있는 100인 선정 (한국 연예인 최초)
- 11.26 2006 M.net KM 뮤직 페스티벌 [남자 솔로부문 최우수 아티스트상]
- 12.23 월드투어 라스베가스 공연 켈리포니아 주 의원 [감사패]
- 12.29 2006 SBS 가요대전 [본상]

## 2007년
- 04.25 제43회 백상예술대상 영화부문 [남자 신인연기상]
- 05.18 한국엔터테인먼트산업학회 주최 제1회 한류대상 [스타상(음악)]
- 06.08 제44회 대종상 [해외 남자부문 BMW 인기상]
- 10.19 제1회 대한민국 영화연기대상 [남자 신인상]수상
- 12.06 제12회 시네 아시아 어워드 [올해의 아시아 남자 스타상]

(올해의 스타상이란, 앞으로의 가능성을 염두에 두고 그 해에 가장 활동이 활발했던 아시아의 배우들에게 주어지는 상. 탕웨이와 함께 남녀스타상 동반수상)
- 12.31 제4회 2007 네티즌 연예대상 [남자가수상]
- 2007년 美 피플지 선정 아름다운 인물 100인 선정

## 2008년
- 02.19 제4회 한국이미지커뮤니케이션연구원 CICI Korea 2008 시상식 [한국 이미지 디딤돌상][1]

(한국의 대중문화를 세계에 알린 '올해의 한국 이미지'에 수여하는 상)
- 03.19 2007 IFPI 홍콩음반판매 대상 [4집 Rain's World - 한일가요부문]
- 10.21 M.net 차트 온라인 다운로드 및 뮤직비디오 [1위]
- 10.28 제 45회 저축의 날 [대통령 표창] (서울 명동 전국은행연합회 국제회의실)
- 10.30 제1회 '2008 스타일 아이콘 어워즈'에서 최고 연예인 '아이콘 오브 더 이어(Icon Of The Year)'에 선정 [대상]

(CJ미디어와 채널 올리브가 국내 최초로 2008년 사회, 문화 예술 각 계 각층에서 트렌드와 스타일을 주도한 스타를 선정해 '스타일 아이콘 10인' 및 특별 부문을 시상)
- 12.10 제23회 골든디스크 시상식 디스크부문 [본상]

## 2009년
- 2009년 아시아 TV어워드 최고의 음악 프로그램상
- 2009년 아시아 TV어워드 최고의 정보오락 프로그램상
- 2009년 아시아 TV어워드 최고의 크로스-플랫폼 컨텐츠상
- 06.16 중화민국(대만 = 타이완) 2008 HITO Music Awards [HITO 일본•아시아 팝 뮤직부문상] (5집 Rainism)

(중국 본토의 7개 주요 방송사가 연합해 한해 동안 해당 방송사를 통틀어 가장 많은 중화권 앨범 판매(주요 레코드샵 판매율 조사),인기 투표(웹사이트와 라디오등),음악 다운로드 횟수등등 총 점수를 합산하여 선정앨범 판매, 방영횟수와 다운로드를 기록한 곡을 상대로 상을 수여하는 자리)

## 2010년
- 2010년 미국 타임지 선정 '세계에서 영향력 있는 100인' 후보 선정[2]
- 2010년 6월 7일 2010 MTV 무비 어워드 최고의 액션스타상
- 01.20 한국콘텐츠진흥원 한국대중문화 표창 [공로패]

(한국콘텐츠진흥원으로부터 한국대중문화발전에 힘을 실어준 점을 인정받아 공로패를 받음)
- 03.23 美 제 2 회 그린 플래닛 영화 시상식(Green Planet Movie Awards) [최우수 외국 엔터네이너상(the Best Intemational Entertainer (Asia))] [헐리우드 발군의 아시아 스타 10인 선정(10OutstandingAsians in Hollywood)] [올해의 아시아 문화 명예대사상(Asian Cultural Ambassador of the Year)]

(할리우드 영화인의 축제 미국에서 그린 플래닛 영화상에서 3개 부문을 석권)
- 06.06 아시아 최초 美 2010 MTV Movie Awards [최고의 터프 스타 (Biggest Badass Star)상]
- 11.28 M.net MAMA [베스트 댄스 퍼포먼스 솔로상]
- 12.31 中 풍상성전(風賞盛典) [2010년 풍상 아시아 남자 스타상]

## 2011년
- 02.28 제2회 대한민국 서울문화예술대상 [월드스타대상]
- 04.05 美 TIME 선정 '세계에서 가장 영향력있는 100인' 후보 (6년 연속)
- 04.21 2011 Time 100 세계에서 가장 영향력 있는 100인 2회 선정 (아시아 연예인 최초)

(한국은 물론 아시아에서도 최초로 2회 이상 '타임 100'에 선정된 연예인으로 기록. 미국에서도 3회 이상 '타임100'에 선정된 연예인은 할리우드 스타 조지 클루니가 유일하며, 김정일을 제외하고 2회나 뽑힌 아시아인은 비가 유일) / 이후 26일 美 뉴욕에서 열리는 '타임100' 공식 파티에 참석
- 군복무 존중상수여

## 2020년
- 제5회 동아닷컴’s PICK 깡은 역주행 비는 정주행

## 가요 프로그램 1위
| 연도            | 수상 내역 (총 30회) |
| --------------- | --- |
| 2002년 (총 1회) | - 안녕이란 말 대신 (총 1회) - 10월 6일 SBS 《인기가요》 1위 |
| 2003년 (총 7회) | - 태양을 피하는 방법 (총 7회) - 11월 9일 SBS 《인기가요》 뮤티즌송 - 11월 23일 SBS 《인기가요》 뮤티즌송 - 11월 30일 SBS 《인기가요》 뮤티즌송 (트리플 크라운) - 12월 6일 MBC 《음악캠프》 1위 - 12월 13일 MBC 《음악캠프》 1위 - 12월 20일 MBC 《음악캠프》 1위 - 12월 27일 MBC 《음악캠프》 1위 (4주 연속)                                                                        |
| 2004년 (총 8회) | - It's Raining (총 7회) - 11월 4일 M.net 《엠카운트다운》 1위 - 11월 7일 SBS 《인기가요》 뮤티즌송 - 11월 11일 M.net 《엠카운트다운》 1위 (2주 연속) - 11월 13일 MBC 《음악캠프》 1위 - 11월 20일 MBC 《음악캠프》 1위 (2주 연속) - 11월 21일 SBS 《인기가요》 뮤티즌송 - 11월 28일 SBS 《인기가요》 뮤티즌송 (트리플 크라운) - I Do (총 1회) - 12월 26일 SBS 《인기가요》 뮤티즌송 |
| 2005년 (총 2회) | - I Do (총 2회) - 1월 1일 MBC 《음악캠프》 1위 - 1월 8일 MBC 《음악캠프》 1위 (2주 연속) |
| 2008년 (총 3회) | - Rainism (총 3회) - 11월 2일 SBS 《인기가요》 뮤티즌송 - 11월 6일 M.net 《엠카운트다운》 1위 - 11월 27일 M.net 《엠카운트다운》 1위 (2주 연속)(11월의 Only One Song) |
| 2010년 (총 6회) | - 널 붙잡을 노래 (총 6회) - 4월 8일 M.net 《엠카운트다운》 1위 - 4월 15일 M.net 《엠카운트다운》 1위 (2주 연속) - 4월 16일 KBS 《뮤직뱅크》 K-Chart 1위 - 4월 18일 SBS 《인기가요》 뮤티즌송 - 4월 23일 KBS 《뮤직뱅크》 K-Chart 1위 - 4월 30일 KBS 《뮤직뱅크》 K-Chart 1위 (3주 연속)(트리플 크라운)                                                                              |
| 2014년 (총 2회) | - 30 Sexy (총 1회) - 1월 9일 M.net 《엠카운트다운》 1위 - La Song (총 1회) - 1월 10일 KBS 《뮤직뱅크》 K-Chart 1위 |
| 2021년 (총 1회) | - 나로 바꾸자 (총 1회) - 1월 14일 M.net 《엠카운트다운》 1위 |